# Huta Limbong
Huta Limbong is een bestuurslaag in het regentschap Padang Sidempuan van de provincie Noord-Sumatra, Indonesië. Huta Limbong telt 213 inwoners (volkstelling 2010).